# Foxcote
Foxcote är en by i civil parish Hemington, i enhetskommunen Somerset, i grevskapet Somerset, i England. Byn är belägen 10 km från Frome. Foxcote var en civil parish fram till 1933 när blev den en del av Hemington. Civil parish hade 60 invånare år 1931. Byn nämndes i Domedagsboken (Domesday Book) år 1086, och kallades då Fuscote/Fuscota.